# El Plateado de Joaquín Amaro
El Plateado de Joaquín Amaro é um município do estado de Zacatecas, no México.